# Julia Weden

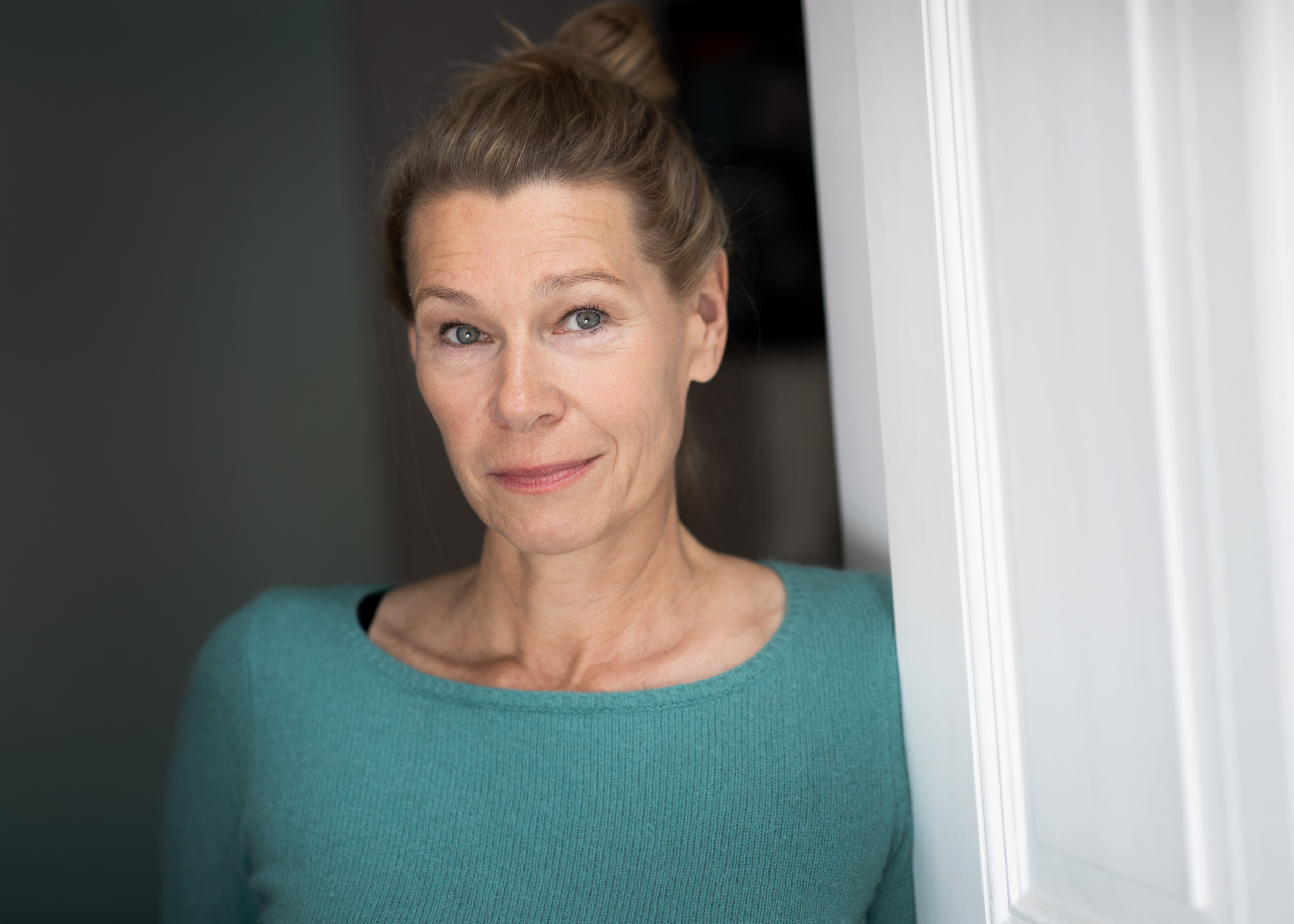
Julia Weden, 2020

Julia Weden (* 1968 in Hamburg) ist eine deutsche Schauspielerin.

## Werdegang
Nach dem Abitur arbeitete Weden zunächst als Regieassistentin am Volkstheater in Wien bei Paulus Manker. Danach ging sie für zwei Jahre nach Berlin, um an der FU Berlin zu studieren. Schließlich absolvierte sie von 1990 bis 1994 ihre Schauspielausbildung an der Westfälischen Schauspielschule Bochum. Bereits im letzten Studienjahr wurde sie für den Jedermann bei den Salzburger Festspielen engagiert. Ihr Theaterdebüt nach Beendigung des Studiums gab sie am Bochumer Schauspielhaus in „Preparadise sorry now“ von R.-W.Fassbinder als Mira Hindley in der Regie von Volker Schmaloer. Es folgten Engagements am Stadttheater Aachen, am Thalia Theater Hamburg, am Altonaer Theater, am Theater Haus im Park sowie am Theater im Zimmer und am Winterhuder Fährhaus, am Theater KONTRASTE und am Ohnsorg-Theater. In der Theaterproduktion „Schtonk“ wird sie ab 2020 in der Rolle der Freya von Hepp zu sehen sein, produziert vom Euro Tournee-Theater.
Neben ihrer Bühnentätigkeit hat Julia Weden seit 1993 kontinuierlich in vielen Fernsehserien, in Spielfilmen und in einigen Kinoproduktionen mitgewirkt, so beispielsweise in der Verfilmung der Lebensgeschichte der Familie Mann „Die Manns – Ein Jahrhundertroman“ in der Regie von Heinrich Breloer, im Evelyn-Hamann-Special „Saitensprung“, in der sie die Tochter der bekannten Schauspielerin spielte, mit der sie auch in den folgenden Jahren noch einige Male zusammenarbeitete.
Außerdem arbeitet Julia Weden seit 2007 als Schauspieldozentin. So war sie unter anderem von 2008 bis 2013 an der Stage School Hamburg und von 2014 bis 2020 an der medienakademie in Hamburg beschäftigt. Sie arbeitet darüber hinaus als freier Coach.
Während der Corona-Pandemie 2020 engagierte sich Weden bei der Aktion Bei Anruf Kunst.
Weden ist Mitglied im Bundesverband Schauspiel (BFFS).

## Filmografie (Auswahl)
- 1995: Alles außer Mord (Folge: Totkäppche)
- 1996: Sperling – Der gefallene Engel
- 1996: 14 Tage lebenslänglich
- 1996: Adelheid und ihre Mörder (Folge: Die letzte Tasse)
- 1998: Lisa Falk (Folge: Abgezogen!)
- 1999: Ehemänner & andere Lügner
- 1999: Großstadtrevier
- 2000: Die Manns – ein Jahrhundertroman
- 2000: Schutzengel gesucht
- 2001: Evelyn Hamann special
- 2001: Die Rettungsflieger  (Folge: Geburtstag)
- 2001: Tatort (Folge: Eine unscheinbare Frau)
- 2001: Always crashing in the same Car[6]
- 2002: SK Kölsch (Folge: Tango Mortale)
- 2002: Das Duo (Folge: Totes Erbe)
- 2003: Die Sitte (Fole: Liebeswahn)
- 2003: Großstadtrevier (Folge: Fremde Mächte)
- 2003: Metallic Blues
- 2003: Broti & Pacek
- 2003: Der Preis der Wahrheit
- 2004: Der Dicke
- 2004: Charlotte und ihre Männer
- 2004: Der Ermittler (Folge: Familienglück)
- 2004: Für alle Fälle Stefanie
- 2005: Doppelter Einsatz (Folge: Seitensprung in den Tod)
- 2005: Die Männer vom K3 (Folge: Karnivoren)
- 2006: Adelheid und ihre Mörder (Folge: Berufsrisiko)
- 2006: Moppel ich!
- 2006: Die Anwälte (Folge: Paare)
- 2007: Alarm für Cobra 11 (Folge: Auge um Auge)
- 2007: Die Gerichtsmedizinerin
- 2007: Notruf Hafenkante
- 2008: Wilmenrod es liegt mir auf der Zunge
- 2008: Eine Weihnachtsliebe
- 2009: Die Pfefferkörner
- 2009: Ein starkes Team (Folge: Die Schöne vom Beckenrand)
- 2011: Sonst gehts danke
- 2012: Nach Tokio
- 2012: Morden im Norden (Folge: Schuss ins Blaue)
- 2014: Nord bei Nordwest – Käpt’n Hook
- 2014: Inga Lindström
- 2014: Großstadtrevier
- 2014: Himmel oder Hölle
- 2018: Die Kanzlei
- 2019: Der Zürich Krimi-Borchert und der fatale Irrtum[7]
- 2022: Rote Rosen
- 2024: Dein perfektes Jahr

## Theater
- 1993: PREPARADISE SORRY NOW als Myra Hindley am Schauspielhaus Bochum (Regie: Volker Schmaloer)
- 1993: JEDERMANN als Tischgesellschaft an den Salzburger Festspiele (Regie: Gernot Friedel)
- 1993–1995: U.A.OLEANNA,DIE SCHÖNE FREMDE als Carol,Schöne Fremde,Nel...   Stadttheater Aachen (Regie: Lukas Popovic/Peter Kühn)
- 1996: STELLA als Stella am Schauspielhaus Bochum (Regie: Johannes Stein)
- 1998: REINEKE FUCHS als Löwin am Altonaer Theater Hamburg (Regie: Michael Bogdanov)
- 1999: SPURLOS als Natalie am Thalia Theater Hamburg (Regie: Ursina Greu)
- 2001: NATURE & FRIENDS als Judith am Altonaer Theater Hamburg (Regie: Axel Schneider)
- 2004–2005: TAMARA als Luisa am Theater im Zimmer Hamburg (Regie: Detlef Altenbeck)
- 2010: SCHENKEL AUS FEUER als Patty Diphusa am Lichthoftheater Hamburg (Regie: Harald Weiler)
- 2013: AM SCHWARZEN SEE als Cleo am Theater Kontraste (Regie: Harald Weiler)
- 2014: KARTEILEICHEN als Helga Heine am Theater Itzehoe (Regie: Sylvia Richter)[8]
- 2014: DIE MUSCHELSUCHER als Nancy am Altonaer Theater (Regie: Harald Weiler)
- 2017: Phantom als Spielerin 3 am Theater Kontraste (Regie: Ayla Yeginer)
- 2018: Schöne neue Welt als Linda Savage am Altonaer Theater (Regie: Jean-Claude Berutti)
- 2018: Unter Verschluss als Silvia am Theater Kontraste (Regie: Harald Weiler)
- 2018: Kalender Girls / Kalennar Deerns als Mellie am Ohnsorg-Theater (Regie: Harald Weiler)
- 2019: Schöne neue Welt als Linda Savage am Altonaer Theater (Regie: Jean-Claude Berutti)
- 2019–2020: Alarm im Grandhotel-Suite Surrender als Doerthe de Waal am Ohnsorg Teater (Regie: Murat Yeginer)[9]